# King Vidor
King Vidor (8. februar 1894 – 1. november 1982) var en amerikansk filminstruktør.
Vidor blev født i Galveston, Texas. Hans første film, Hurricane in Galveston, handler om kæmpe-stormen der dræbte tusindvis af mennesker i 1900, da han var seks år gammel.
Hans mesterværk var The Crowd, en af de største amerikanske stumfilm. Han blev nomineret til Oscars fem gange i sit liv, men vandt aldrig. Han fik en Æres-Oscar i 1979. 

## Udvalgte film
- Hurricane in Galveston (1913)
- The Big Parade (1925)
- The Crowd (1928)
- Hallelujah! (1929)
- Vort daglige brød (1934)
- Troldmanden fra Oz (The Wizard of Oz, 1939, Kansas-scenerne, ukrediteret)
- Nordvest-passagen (Northwest Passage, 1940)
- Duel i solen (Duel in the Sun, 1946)
- Når enden er god (On Our Merry Way, 1948)
- Kun den stærke er fri (The Fountainhead, 1949, efter en Ayn Rand-roman)
- Pigtråd (Man Without a Star, 1955)
- War and Peace (Krig og Fred, 1956)